# Maruja Hinestroza de Rosero
Maruja Hinestroza Eraso (San Juan de Pasto, 16 de noviembre de 1914 - San Juan de Pasto, 9 de enero de 2002) fue una compositora colombiana destacada por obras tanto académicas como populares, principalmente en formato pianístico (solo) o con partes vocales acompañadas por piano. Sus obras han sido interpretadas por notables artistas y orquestas colombianas e internacionales. Es más recordada por ser la autora del muy popular pasillo El cafetero, escrito alrededor de 1928 y 1929.
En conmemoración del primer centenario de su natalicio, el musicólogo nariñense Luis Gabriel Mesa Martínez publicó el libro Maruja Hinestroza: la identidad nariñense a través de su piano (2014), con el auspicio del Fondo Mixto de Cultura de Nariño y la Secretaría de Cultura de la Alcaldía de Pasto. La publicación, acompañada de un disco compacto con 17 composiciones de Maruja Hinestroza, ha conseguido difusión en espacios académicos de diferentes ciudades como Pasto, Bogotá, Ibagué y Ginebra.

## Biografía
Maria de la Cruz, como fue bautizada, nació en San Juan de Pasto el 16 de noviembre de 1914, en el hogar formado por Roberto Hinestroza y Julia Eraso. Realizó estudios de primaria y secundaria en el Liceo de La Merced Maridiaz regentado por las Hermanas Franciscanas en su ciudad natal, donde aprendió solfeo, técnicas de canto y piano con la Madre Bautista, de origen alemán. A los catorce años de edad compuso su primera obra, un pasillo que fue bautizado por su padre como "El Cafetero" y que estrenó en el marco de un Congreso Nacional Cafetero que se celebró en Pasto, composición que adquirió gran popularidad en poco tiempo y fue consagrada como el tema insigne del café de Colombia, a nivel mundial.
Destacada pianista , en 1965 la productora Sonolux lanzó un larga duración titulado "De mi Terruño" con doce obras de su inspiración e interpretación al piano.
Recibió la Lira de Oro Sayco en 1992 por su aporte a la divulgación de la música colombiana y varias de sus obras han sido interpretadas en el Festival Mono Nuñez de Ginebra (Valle). En vida, le rindieron varios homenajes en la Biblioteca Luis Ángel Arango y el Teatro Colón. Falleció el 9 de enero de 2002, a las 3 de la madrugada (nombre de una de sus composiciones) y a los 87 años.

Tributo a Hinestroza
No sé si naciste
en una tarde de recreo,
en los sonidos de tus padres 
o en los jardines del Liceo.
Liceo de pentagramas
con blancas, redondas y corcheas 
que en las manos de la mujer pastusa
corren las sendas de la música
tejiendo memorias de la musa.
Musa polifónica de retazos 
que en fantasías españolas
tus silencios dan azotazos 
en historias del cafetero.
Cafetero que es de mi terruño,
picardía que genera idilios
del redol al bemol sostenido 
en los albores de la molienda.
Molienda de dulce sueño
que entonan tus viejos dedos:
boleros, valses, pasillos y bambucos,
que a las tres de la mañana
ciegamente gritan alma mía.
Alma mía es una cruel amargura
lejos del Galeras o del Yaguarcocha
entre encantos y ensueños
de un solfeo hecho gloria.
Gloria para Hinestroza
que gesta mi Valle de Atriz,
una serenata colombiana 
para los oídos de mi país.
(Luis Francisco Melo Rosero, 2021)
Una breve Reseña Según Rodríguez Rosales y Mesa Martínez (2014): Maruja Hinestroza de Rosero, nació en San Juan de Pasto el 16 de noviembre de 1914 y murió el 9 de enero de 2002. Hija de músicos y estudiante del Liceo de la Merced Marídiaz de las hermanas franciscanas, prolífica compositora que hace un recorrido por la música colombiana y de Iberoamérica.

## Obras
Su prolífica producción incluye boleros, valses, pasillos, bambucos y otros ritmos o aires diversos de Colombia, Ecuador, Chile, Argentina y otros países. Se destacan composiciones como "Dulce Sueño" (vals), usado como tema musical de la telenovela "Flor de Fango", adaptación de una novela homónima de José María Vargas Vila. También es autora de tangos como "Amigo mío" y "Nos dan las doce"; pasillos como "Yagarí", "Nuevo Amanecer", "Gloria", "Cochise" y "Sarita mía", entre otros. Compuso obras de corte académico como: "Saudades: Melodía en Fa Mayor"; "Fantasía sobre Aires Colombianos para piano y orquesta"; "Bosquejos Húngaros"; "Fantasía Española" y tres valses brillantes de estilo vienés, titulados "Valle de Atriz"; "Encanto" y "Ensueño". También es autora de "Navegando", "Eco Lejano", "Ciegamente", "Alma Mía", "Cruel Amargura", "Las tres de la mañana", "Vuélveme a Querer", "La Flor de la Montaña" y "Serenata Colombia".
Otras composiciones de Maruja Hinestroza de Rosero incluyen "La Madre Mía", "Ave María", el villancico "La Nazarena", el himno "Bandera azul", la ranchera "Mi Viejo Guardián", el sanjuanito "Yaguarcocha" y la cueca chilena "Arroyito pampero".